# Zdeněk Zuska

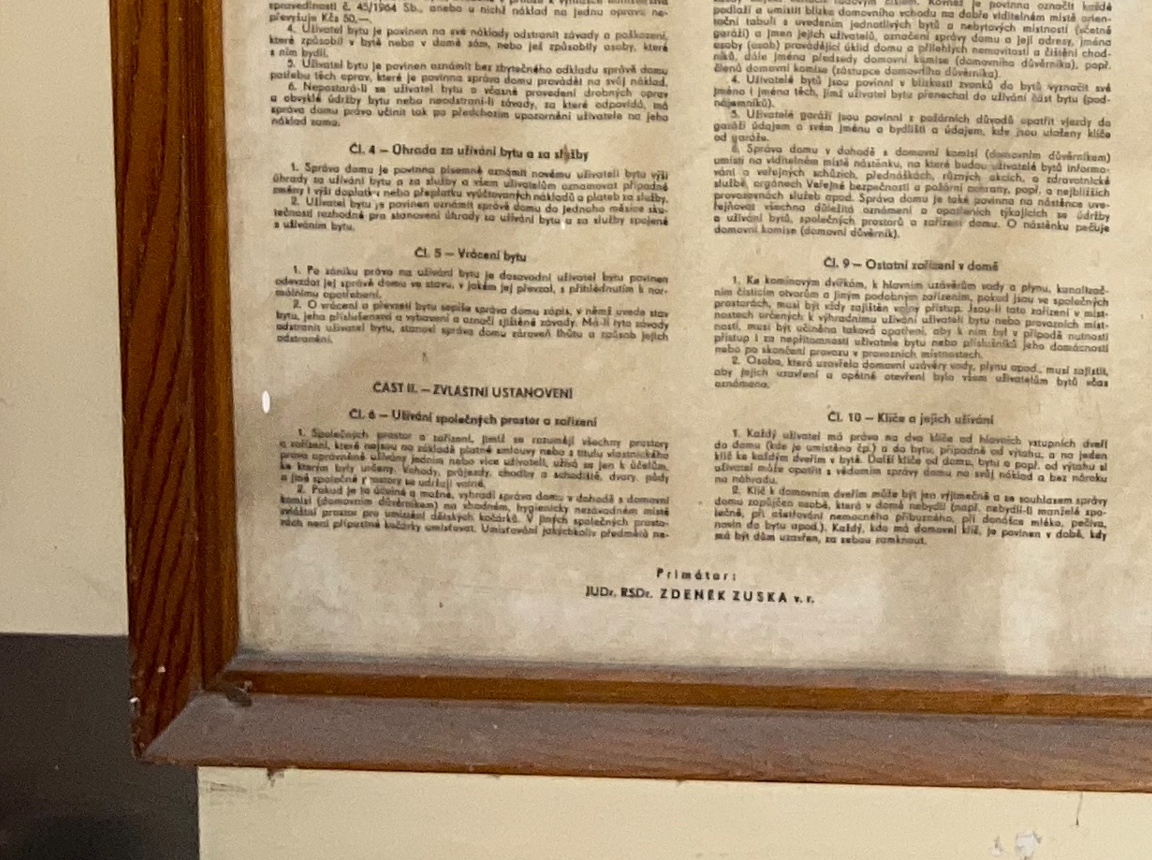
Domovní řád v bytovém domě v Pražské Táborské ulici - podepsán Judr. RSDr. Zdeněk Zuska (v. r.).

Zdeněk Zuska (27. dubna 1931 Užhorod – 17. prosince 1982 dálnice D1, Lesní Hluboké) byl český a československý politik Komunistické strany Československa, poslanec České národní rady, Sněmovny národů a Sněmovny lidu Federálního shromáždění za normalizace, primátor hlavního města Prahy v 70. letech 20. století a místopředseda vlády České socialistické republiky.

## Biografie
Vystudoval Právnickou fakultu Univerzity Karlovy a pracoval několik let jako prokurátor v Ostravě. Roku 1947 vstoupil do KSČ, působil v řadě mládežnických a stranických funkcí a získal i doktorát sociálních věd (RSDr.).
Jeho politická kariéra vyvrcholila za normalizace. V roce 1970 se stal primátorem hlavního města Prahy. Byl schopným manažerem a v Praze se mu podařilo dosáhnout poměrně vysokého tempa výstavby nových bytů i velkých investic, zejména byl vybudován Most Klementa Gottwalda (dnešní Nuselský most) a otevřeno metro. Kvalita výstavby však byla často nízká a historický střed města přes dílčí renovace chátral.
Zastával i posty v celostátní komunistické straně. V letech 1969–1970 byl vedoucím Byra pro řízení stranické práce v českých zemích. 26. června 1970 byl kooptován za člena Ústředního výboru Komunistické strany Československa. V této funkci ho potvrdil XIV. sjezd KSČ, XV. sjezd KSČ a XVI. sjezd KSČ.
Po provedení federalizace Československa usedl do Sněmovny národů Federálního shromáždění. Mandát nabyl až dodatečně v březnu 1971. Do federálního parlamentu ho nominovala Česká národní rada, kde rovněž zasedal dodatečně (od prosince 1970). Ve Federálním shromáždění pak zasedal dlouhodobě. Ve volbách roku 1971 přešel do Sněmovny lidu (volební obvod Praha-město). Mandát opětovně získal ve volbách roku 1976 (obvod Praha 1) a volbách roku 1981. Ve FS zasedal až do své smrti roku 1982. V parlamentu ho pak po doplňovacích volbách vystřídal František Štafa.
V roce 1973 mu byl udělen Řád práce, roku 1981 Řád Vítězného února. V červnu 1981 Zdeněk Zuska opustil primátorské křeslo a byl jmenován místopředsedou české vlády Josefa Korčáka, již následujícího roku však jeho život ukončila tragická nehoda na dálnici D1. Dne 17. listopadu 1982 jel do Brna ve voze Tatra 603 s řidičem. Vlivem střetu s nákladním automobilem došlo k nárazu vozidla pravou polovinou na záď nákladního automobilu a vozidlo se zakleslo pod nákladní automobil až do prostoru spolujezdce. Zuska byl téměř okamžitě mrtev, řidič vyvázl bez následků.
Jeho synem je JUDr. Jan Zuska, který vystudoval Karlovu univerzitu a stal se právníkem.[zdroj?] Jeho druhorozený syn je Petr Zuska, choreograf, režisér, tanečník, pedagog a dlouholetý umělecký šéf Baletu Národního divadla v Praze.